# Massacre de l'église Saint James
Le massacre de l’église Saint James est un massacre de masse perpétré par quatre membres de l’Armée de libération du peuple azanien (APLA) dans l’église Saint James à Kenilworth, en Afrique du Sud, le 25 juillet 1993. Onze membres de la congrégation furent tués et 58 blessés. En 1998, la Commission vérité et réconciliation accorda l’amnistie aux assassins pour leurs actes.

## Histoire
L’attaque eut lieu pendant le service du dimanche soir. Sichumiso Nonxuba, Bassie Mkhumbuzi, Gcinikhaya Makoma et Tobela Mlambisa s'approchèrent de l’église, une congrégation de l’Église d’Angleterre en Afrique du Sud, dans un véhicule volé par Mlambisa et Makoma juste auparavant. Nonxuba, qui commandait l’attentat, et Makoma entrèrent dans l’église armés de grenades à main M26 et de fusils d’assaut R4. Ils lancèrent les grenades et ouvrirent le feu sur l’assemblée, tuant 11 personnes et en blessant 58.
L'un des membres de la congrégation, Charl van Wyk, qui écrivit plus tard un livre sur l’événement (Shooting Back : the right and duty of self-defense), riposta avec un revolver .38 spécial, blessant l’un des assaillants. À ce moment-là, ces derniers s'enfuirent de l’église. Mkhumbuzi, qui avait reçu l’ordre de lancer quatre bombes à essence dans l’église après la fusillade, abandonna cette idée en s'enfuyant avec ses quatre complices à bord du véhicule.
Les membres de la congrégation qui furent tués étaient Guy Cooper Javens, Richard Oliver O’Kill, Gerhard Dennis Harker, Wesley Alfonso Harker, Denise Gordon, Mirtle Joan Smith, Marita Ackermann, Andrey Katyl, Oleg Karamjin, Valentin Varaksa et Pavel Valuet. Les quatre derniers sur cette liste étaient des marins russes participant au service dans le cadre d’un programme de sensibilisation de l’Église. Un autre marin russe, Dmitri Makogon, a perdu ses deux jambes et un bras dans l’attaque. L’attaque fut considérée comme particulièrement choquante, car relativement peu d’attaques terroristes avaient eu lieu dans cette banlieue et la région du Cap était considérée comme relativement pacifique. L’attaque fut préjudiciable aux futures négociations constitutionnelles.

## Arrestations et procès
Makoma fut arrêté dix jours plus tard et reconnu coupable de 11 meurtres. Il fut condamné à 23 ans de prison. Nonxuba, Mlambisa et Mkhumbuzi furent arrêtés par la suite et inculpés en 1996. Entre-temps, Mkhumbuzi avait rejoint les Forces de défense d’Afrique du Sud.
En 1997, pendant leur procès, Nonxuba, Mlambisa et Mkhumbuzi firent appel à la Commission vérité et réconciliation (CVR) pour obtenir l’amnistie avec Makoma. Ils furent libérés sous caution en attendant leur comparution devant la CVR. Nonxuba mourut dans un accident de voiture alors qu’il était sous caution en novembre 1996.

## Amnistie par la CVR
Makoma, Mkhumbuzi et Mlambisa furent tous amnistiés pour l’attaque de l’église Saint James par la Commission vérité et réconciliation (CVR). Makoma fut libéré après avoir purgé cinq ans et demi de prison, et le procès de Mkhumbuzi et de Mlambisa ne fut jamais terminé. Lors de cette audience et d’autres audiences d’amnistie de l’APLA, les membres de l’APLA ont toujours affirmé qu’ils suivaient des ordres, et que les églises étaient complices de la confiscation des terres aux Noirs et de leur oppression pendant l’apartheid. Dans leurs déclarations faites aux représentants de l’église Saint James, ils ont ajouté qu’ils ignoraient que la cible choisie était une église jusqu’à ce qu’ils arrivent à Kenilworth. Dawie Ackerman, le mari de l’une des victimes, a fait remarquer que 35 à 40 % de la congrégation étaient des personnes de couleur, ce à quoi l’avocat de l’APLA a répondu qu’ils avaient supposé que tous les fidèles seraient blancs étant donné que l’église était dans une zone blanche. Letlapa Mphahlele, directeur national des opérations de l’APLA, prit la responsabilité de ces attaques dans le cadre de sa demande d’amnistie. Il affirma qu’il avait autorisé des attaques contre des civils blancs à la suite du meurtre de cinq écoliers par la Force de défense du Transkei à Umtata.
Dans de tels cas, l’amnistie était généralement accordée en fonction du mandat de la CVR, parce que les crimes étaient considérés comme ayant des motifs politiques, les auteurs suivant les ordres des commandants de l’APLA, et la divulgation complète des faits ayant été faite à la CVR. Bien que l’amnistie ait été accordée aux auteurs individuels, la CVR a conclu que l’acte lui-même, et d’autres attaques de l’APLA ciblant spécifiquement les civils, étaient « une violation flagrante des droits de l’homme » et une « violation du droit humanitaire interne [sic] ».

## Suites de l'affaire
Plusieurs membres de l’église qui furent blessés ou perdirent des membres de leur famille dans ces attaques, ainsi que Charl van Wyk, qui avait riposté aux tirs des assaillants, se réconcilièrent publiquement avec les assaillants de l’APLA. 
Le 27 août 2002, Gcinikhaya Makoma fut arrêté avec six autres personnes à la suite du braquage d’une fourgonnette de la Standard Bank à Constantia, au Cap, dans lequel 1,8 million d’euros furent volés,. Lui et ses complices furent acquittés, le magistrat ayant conclu que l’affaire avait été mal ficelée, et que les documents avaient été falsifiés par un officier enquêteur. Le 16 février 2012, Makoma fut finalement reconnu coupable de meurtre et de vol et condamné à la prison à vie et à 46 ans de prison pour son rôle dans un vol de fourgons à Parow, au Cap, en décembre 2007.
En octobre 2004, Charl Van Wyk devint l’un des membres fondateurs de la Gun Owners of South Africa (GOSA), une organisation civile de propriétaires d’armes à feu, qui participe à des manifestations publiques contre la Loi sur le contrôle des armes à feu.